# بلدة آدامز (مقاطعة كوشوكتن)
بلدة آدامز هي واحدة من اثنين وعشرين بلدة في مقاطعة كوشوكتن، أوهايو، الولايات المتحدة. اعتبارًا من تعداد 2010 كان عدد السكان 790.

## الاسم والتاريخ
تم تنظيم البلدة في عام 1832. وهي واحدة من عشر ضواحي آدمز على مستوى الولاية.

## روابط خارجية
- موقع المقاطعة